# Lucas 14

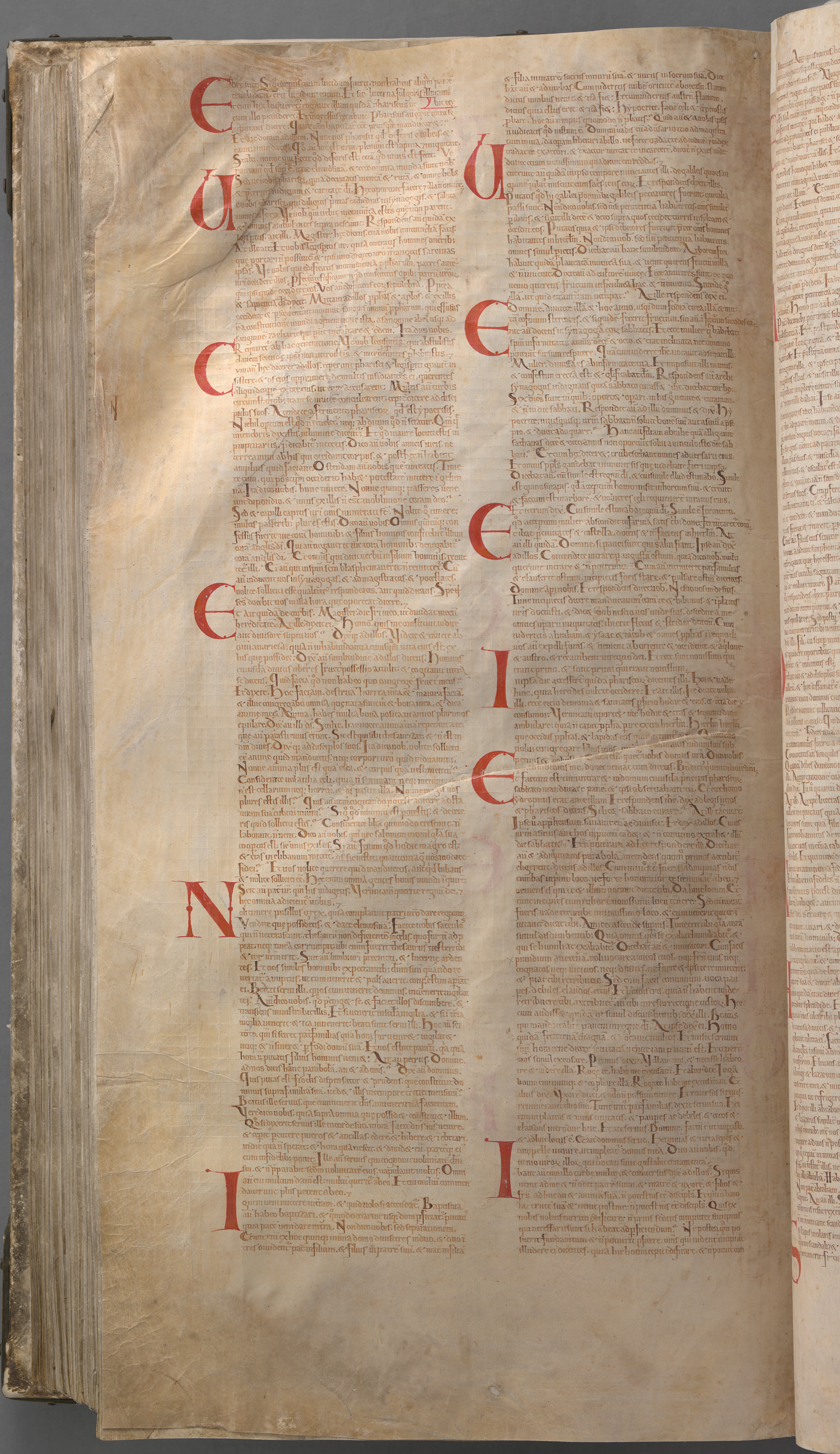
Texto latino de Lucas 11:35–14:30 en Codex Gigas (siglo XIII)

Lucas 14 es el decimocuarto capítulo del Evangelio de Lucas del Nuevo Testamento de la Biblia cristiana. En él se recoge un milagro realizado por Jesús en un día sábado, seguido de sus enseñanzas y diversas parábolas, donde "inculca la humildad... y señala a quién debemos invitar a nuestras fiestas, si esperamos remuneración espiritual". El libro que contiene este capítulo es anónimo, pero la tradición cristiana primitiva afirmó uniformemente que Lucas el Evangelista compuso este Evangelio así como los Hechos de los Apóstoles.

## Texto
El texto original fue escrito en griego koiné. Algunos manuscritos tempranos que contienen el texto de este capítulo son:
- Papiro 75 (175-225 d. C.; el Versículo 27 contiene un estaurograma).
- Papiro 45 (~250)
- Códice Vaticano (325-350)
- Codex Sinaiticus (330-360)
- Codex Bezae (~400)
- Codex Washingtonianus (~400)
- Codex Alexandrinus (400-440)
- Papyrus 97 (~600; existen los Versículos 7-14).[4]

Este capítulo se divide en 35 versículos.

## Jesús cuidadosamente vigilado
El capítulo se abre en un Día de reposo cuando Jesús ha sido invitado a la casa de uno de los jefes de los fariseos, presumiblemente justo después del servicio de la sinagoga. Es 'vigilado cuidadosamente'   F. W. Farrar en la Cambridge Bible for Schools and Colleges observa una resonancia con las palabras de Salmos 37 Salmos 37:32:
El impío vigila al justo, y procura matarlo.
Un hombre con hidropesía (hinchazón causada por fluidos corporales, también llamada edema) está allí. Aunque puede haber llegado como alguien "bien conocido de la familia", el arzobispo irlandés John McEvilly sugiere que puede haber sido "introducido por los fariseos a propósito para ver si nuestro Señor lo curaba en sábado".

### Versículos 3-6
Respondiendo Jesús, habló a los letrados y a los fariseos, diciendo: "¿Es lícito curar en sábado?".
No respondieron nada; Jesús contesta a los pensamientos de sus adversarios. cura al hombre, y lo deja ir (o lo despide). Sigue otro diálogo:
"¿Quién de vosotros, teniendo un hijo o un buey que haya caído en un pozo, no lo sacará inmediatamente en día de sábado?"
'Y no pudieron responder a esto. 
Algunos manuscritos, en lugar de "un hijo", se refieren a un asno.

### Comentario
La escena descrita parece cuidadosamente preparada: los fariseos invitan a Jesús y lo colocan frente a un hombre que sufre de hidropesía, observando atentamente su reacción. En tiempos de Jesús, la hidropesía —una enfermedad caracterizada por la acumulación excesiva de líquido, generalmente en el abdomen— se consideraba resultado de algún pecado, lo que hacía que no fuera permitido curarla en sábado. La respuesta de Jesús no solo pone de manifiesto su misión de atender las necesidades humanas, comparando la curación en sábado con el acto de rescatar a un hijo o a un animal en ese mismo día, sino que también resalta la diferencia entre su enfoque y el fanatismo de los fariseos. El fanatismo es siempre perjudicial, pues lleva a la obstinación y a ignorar principios básicos de caridad, justicia y humanidad. No debemos ser fanáticos de nada, ni siquiera de lo más sagrado. Esto fue subrayado por el Concilio Vaticano II de la siguiente forma:

...en materia religiosa, ni se obligue a nadie a obrar contra su conciencia, ni se le impida que actúe conforme a ella en privado y en público, solo o asociado con otros, dentro de los límites debidos. Declara, además, que el derecho a la libertad religiosa está realmente fundado en la dignidad misma de la persona humana, tal como se la conoce por la palabra revelada de Dios y por la misma razón natural.

## Ve y siéntate en el lugar más bajo

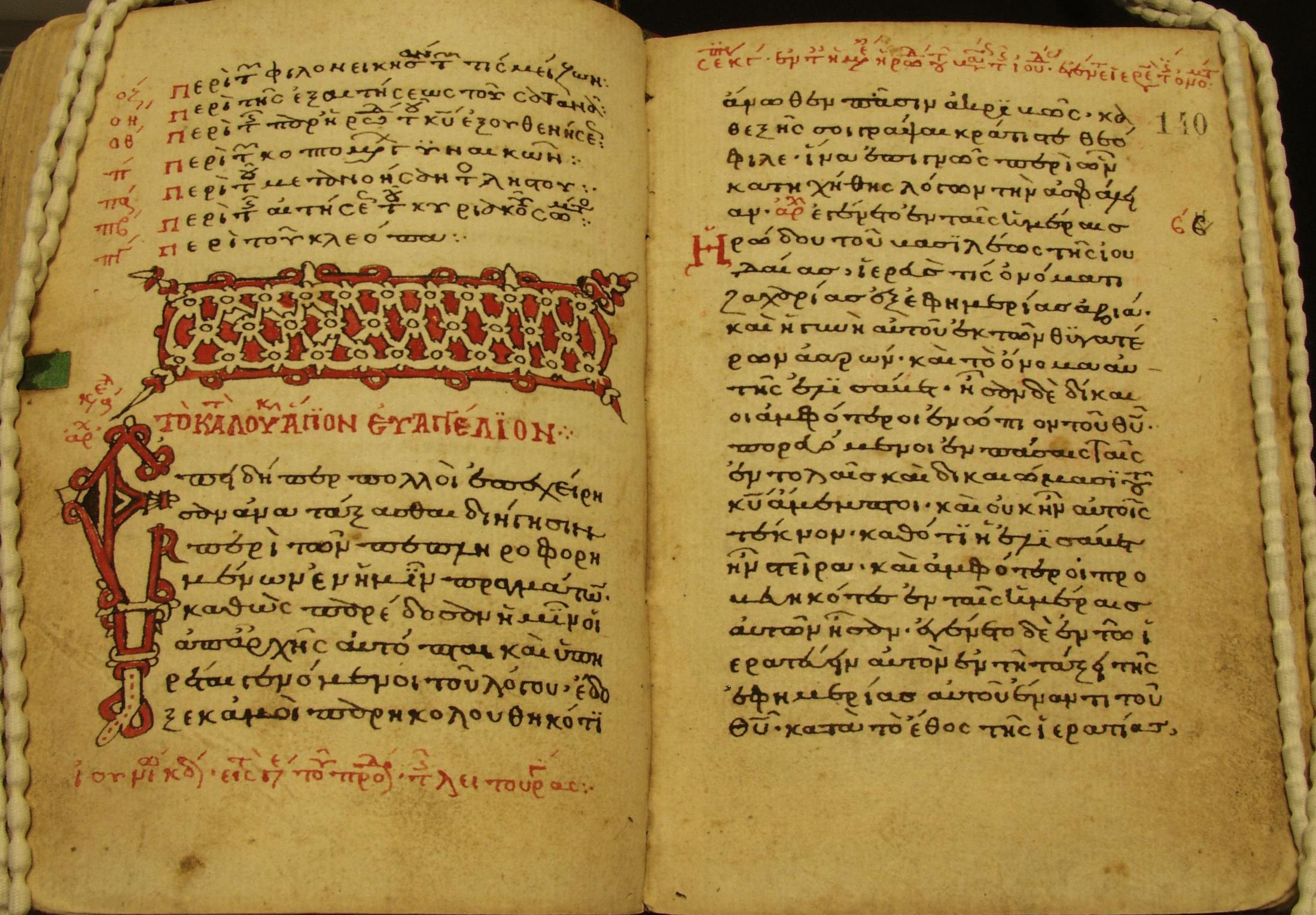
El Evangelio de Lucas, Minúscula 2444, siglo XIII

Esta perícopa (versículos 7 a 14), también conocida como Parábola de los invitados a la boda', es una de las parábolas de Jesús que sólo se encuentra en el Evangelio de Lucas en el Nuevo Testamento y precede directamente a la Parábola del banquete nupcial en Lucas 14:15-24. En el Evangelio de Mateo, el pasaje paralelo a la Parábola del gran banquete de Lucas también se desarrolla como un banquete de bodas (Mateo 22:1-14).
Jesús siempre hizo que sus parábolas fueran comprensibles para el profano. Una boda, en tiempos de los judíos, era algo muy sagrado y alegre. Algunas duraban incluso más de una semana. Cuando Jesús contó esta parábola, mucha gente pudo entender la imagen que intentaba crear porque utilizó una boda judía como escenario de la historia. 
El dicho de Lucas de que "Todo el que se enaltece será humillado, pero el que se humilla será enaltecido"  también se encuentra en 18:14 y Mateo 23:12. Es similar a Mateo 18:4.
David Brown señala que esta parábola incluye "una reproducción" de Proverbios 25:6-7.

### Comentario
El entorno de la comida a la que Jesús ha sido invitado le brinda una oportunidad para impartir varias enseñanzas. En este contexto, Jesús presenta una lección sobre la humildad.

Una vez estaba yo considerando por qué razón era nuestro Señor tan amigo de esta virtud de la humildad, y púsoseme delante —a mi parecer sin considerarlo, sino de presto— esto: que es porque Dios es suma Verdad, y la humildad es andar en verdad; que lo es muy grande no tener cosa buena de nosotros, sino la miseria y ser nada; y quien esto no entiende, anda en mentira. A quien más lo entiende, agrada más a la suma Verdad, porque anda en ella. Plega a Dios, hermanas, nos haga merced de no salir jamás de este propio conocimiento, amén.

## Parábola del banquete nupcial

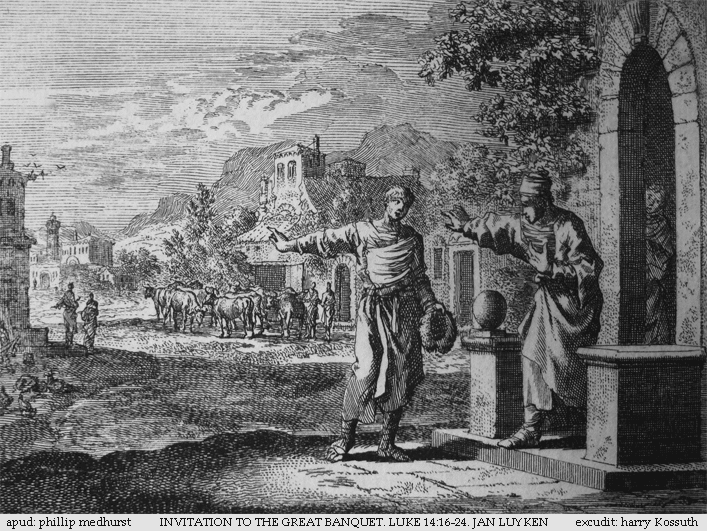
Jan Luyken: Invitación al gran banquete, de la Biblia de Bowyer.

La Parábola del banquete nupcial o el Banquete de Bodas o las Bodas del Hijo del Rey (Versículos 16-24) también se encuentra en el Mateo. Mateo 22:1-14. Una variante de la parábola aparece también en el Dicho 64 del Evangelio de Tomás no canónico. Muchos invitados son convidados al banquete, pero "todos iguales"  ofrecieron excusas, de las que se dan tres ejemplos.
La imagen escatológica de una boda también aparece en la parábola del siervo fiel y en la parábola de las diez vírgenes. Aquí, incluye la ampliación de la invitación original (a los judíos) para incluir también a los gentiles. En Lucas, la invitación se extiende particularmente a "los pobres, los lisiados, los ciegos y los cojos" (Lucas 14:21), evidenciando una preocupación explícita por los "pobres y los marginados".

### Comentario
Jesús continúa enseñando utilizando la imagen del banquete. Esta vez se centra en el anfitrión y enfatiza que la humildad debe ir acompañada de la práctica de la caridad. Al dar, uno debe evitar cualquier deseo de vanagloria o recompensa humana y enfocarse en Dios, de quien hemos recibido todo.

¿Quién te ha dado las lluvias, la agricultura, los alimentos, las artes, las casas, las leyes, la sociedad, una vida grata y humana, así como la amistad y familiaridad con aquellos con quienes te une un verdadero parentesco? (…) ¿Acaso no ha sido Dios, el mismo que ahora solicita tu benignidad, por encima de todas las cosas y en lugar de todas ellas? ¿No habríamos de avergonzarnos, nosotros, que tantos y tan grandes beneficios hemos recibido o esperamos de Él, si ni siquiera le pagáramos con esto, con nuestra benignidad? Y si Él, que es Dios y Señor, no tiene a menos llamarse nuestro Padre, ¿vamos nosotros a renegar de nuestros hermanos? No consintamos, hermanos y amigos míos, en administrar de mala manera lo que, por don divino, se nos ha concedido.

La imagen del banquete adquiere un nuevo significado en las enseñanzas de Jesús, ya que la utiliza para ilustrar el Reino de Dios. A través de esta parábola, Jesús describe la formación de la Iglesia como una invitación universal a la salvación. Dios eligió a Israel como mediador de la salvación; pero cuando todo estaba listo y envió a su Hijo, los primeros invitados —el Israel más honrado— lo rechazaron. Por eso, Dios ahora establecerá su Iglesia con los despreciados de Israel y con los paganos. La parábola ofrece muchas claves para el apostolado y la misión de los cristianos. La invitación de Dios exige muchas veces sacrificar intereses humanos, y habrá personas que no sean capaces de captar la grandeza de lo que Dios ofrece, pero no por eso los siervos del Señor deben dejar de empeñarse en buscar nuevos invitados porque todavía queda sitio. El evangelio reproduce una frase que puede parecer violenta: «Obliga a entrar». No se trata, obviamente, de violentar la libertad de nadie, sino de ayudar a decidirse por el bien, rompiendo con respetos humanos, con la ocasión de pecado, con la ignorancia:

«El padre de familia, después de enterarse de que algunos de los que debían acudir a la fiesta se han excusado con razonadas sinrazones, ordena al criado: Sal a los caminos y cercados e impele —compelle intrare— a los que halles a que vengan. ¿No es esto coacción? ¿No es usar violencia contra la legítima libertad de cada conciencia? Si meditamos el Evangelio y ponderamos las enseñanzas de Jesús, no confundiremos esas órdenes con la coacción. (…) Ese compelle intrare no entraña violencia física ni moral: refleja el ímpetu del ejemplo cristiano, que muestra en su proceder la fuerza de Dios: mirad cómo atrae el Padre: deleita enseñando, no imponiendo la necesidad. Así atrae hacia Él. 

Se «obliga a entrar» con la oración, con el sacrificio, con el testimonio de una vida cristiana, con la amistad.

## Dejarlo todo para seguir a Cristo
Contar el costo, o en la NVI: El costo de ser discípulo o en la NRSV: El costo del discipulado o en la NKJV: Dejarlo todo por seguir a Cristo, son títulos dados a los Versículos 25-33 de este capítulo, que incluyen un par de ilustraciones sobre la importancia de deliberar de antemano "si eran capaces y estaban preparados para soportar todas las pérdidas y persecuciones a las que les expondría la profesión del Evangelio".  El primer título proviene de la frase "count the cost", que aparece en la Versión King James del pasaje, así como en algunas otras versiones.
Eric Franklin argumenta que el requisito de "odiar" en el Versículo 26 es una "exageración semítica",; la Biblia de Jerusalén llama es un "hebraísmo" cuyo llamamiento es "no al odio, sino al desprendimiento total, y Joseph Benson prevé que el odio "significa sólo un grado inferior de amor".
El estudioso estadounidense del Nuevo Testamento Joel B. Green sugiere que no está claro a qué tipo de torre se refiere la primera ilustración, pero señala que el mensaje es que se requiere una "fidelidad absoluta al objetivo salvífico de Dios", "que se manifiesta en la propia identidad como discípulo de Jesús". Esto implica poner a la familia y las posesiones en segundo lugar, como en Mateo 8:18-Mateo 8:22 y Lucas 9:57-62. Este mandamiento es interpretado y practicado de diferentes maneras por diferentes cristianos. Algunos grupos, como las Bruderhof o Hutterites lo véase como un llamado a abandonar todas las posesiones para seguir a Jesús. Otros lo leen simplemente como una cuestión de tener a Cristo en el centro del corazón.

### Comentario
El evangelista sitúa ahora a Jesús en un nuevo contexto. Aunque mucha gente lo sigue (v. 25), Jesús les aclara que ser un verdadero seguidor implica más que solo sentirse atraído por su enseñanza:

La doctrina que el Hijo de Dios vino a enseñar fue el menosprecio de todas las cosas, para poder recibir el precio del espíritu de Dios en sí; porque, en tanto que de ellas no se deshiciere el alma, no tiene capacidad para recibir el espíritu de Dios en pura transformación. 

Las palabras del v. 26 pueden parecer duras: hay que entenderlas dentro del conjunto de las exigencias del Señor y del lenguaje bíblico que reproducen. En diversos textos del Antiguo Testamento, «amar y odiar» indican preferencia, y, sobre todo, elección. Así, por ejemplo, se dice que Jacob amaba a Raquel y aborrecía a Lía, o que el Señor amó a Jacob y odió a Esaú, para significar que Raquel era la elegida por Jacob, o Jacob el elegido por Dios. Por eso, las palabras de Jesús deben entenderse como una preferencia y una elección crucial: ser discípulo de Jesús implica comprometerse plenamente con Dios, sin concesiones. En la Tradición de la Iglesia, esto se ha interpretado de la siguiente manera:

Debemos tener caridad con todos, con los parientes y con los extraños, pero sin apartarnos del amor de Dios por el amor de ellos.

En términos semejantes lo enseña la doctrina cristiana cuando dice que los cristianos «se esfuerzan por agradar a Dios antes que a los hombres, dispuestos siempre a dejarlo todo por Cristo» 

## Sal
34 La sal es buena; pero si la sal ha perdido su sabor, ¿cómo se sazonará? 35 No sirve ni para la tierra ni para el muladar, sino que los hombres la tiran. El que tenga oídos para oír, que oiga 
La sal es 'buena' en el pensamiento bíblico para dar sabor donde no lo hay. Job pregunta: ¿Puede comerse comida sin sal?  La sal conserva lo que de otro modo perecería, y Números 18:19 se refiere a un pacto de sal entre el Dios y Aarón y sus descendientes, pero "si la sal pierde su sabor ha sido muy debatido".

### Comentario
Las dos comparaciones siguientes, la del que comienza a edificar y la del rey que sale a guerrear, ilustran la importancia de tomar la decisión de dejarlo todo para seguir a Jesús, como se explica en el versículo 33. Sin esa decisión manifestada en acciones cotidianas, no tenemos los recursos suficientes ni para completar la obra ni para enfrentarnos a las tentaciones mundanas, y el resultado podría ser objeto de burla o incluso la derrota.

Si no podéis abandonar todas las cosas del mundo, al menos poseedlas de tal forma que no seáis retenidos en el mundo. Debéis poseer las cosas terrenas, no ser su posesión (…). Las cosas terrenas son para usarlas, las eternas para desearlas (…). Utilicemos las cosas terrenas, pero deseemos llegar a la posesión de las eternas.

La sentencia final presupone la doctrina de Jesús según la cual sus discípulos son la luz y la sal del mundo. Si pierden su esencia, su identidad, su vida no sirve para nada:

Necesitas vida interior y formación doctrinal. ¡Exígete! —Tú —caballero cristiano, mujer cristiana— has de ser sal de la tierra y luz del mundo, porque estás obligado a dar ejemplo con una santa desvergüenza. —Te ha de urgir la caridad de Cristo y, al sentirte y saberte otro Cristo desde el momento en que le has dicho que le sigues, no te separarás de tus iguales —tus parientes, tus amigos, tus colegas—, lo mismo que no se separa la sal del alimento que condimenta. Tu vida interior y tu formación comprenden la piedad y el criterio que ha de tener un hijo de Dios, para sazonarlo todo con su presencia activa. Pide al Señor que siempre seas ese buen condimento en la vida de los demás.